# Lewis C. Laylin

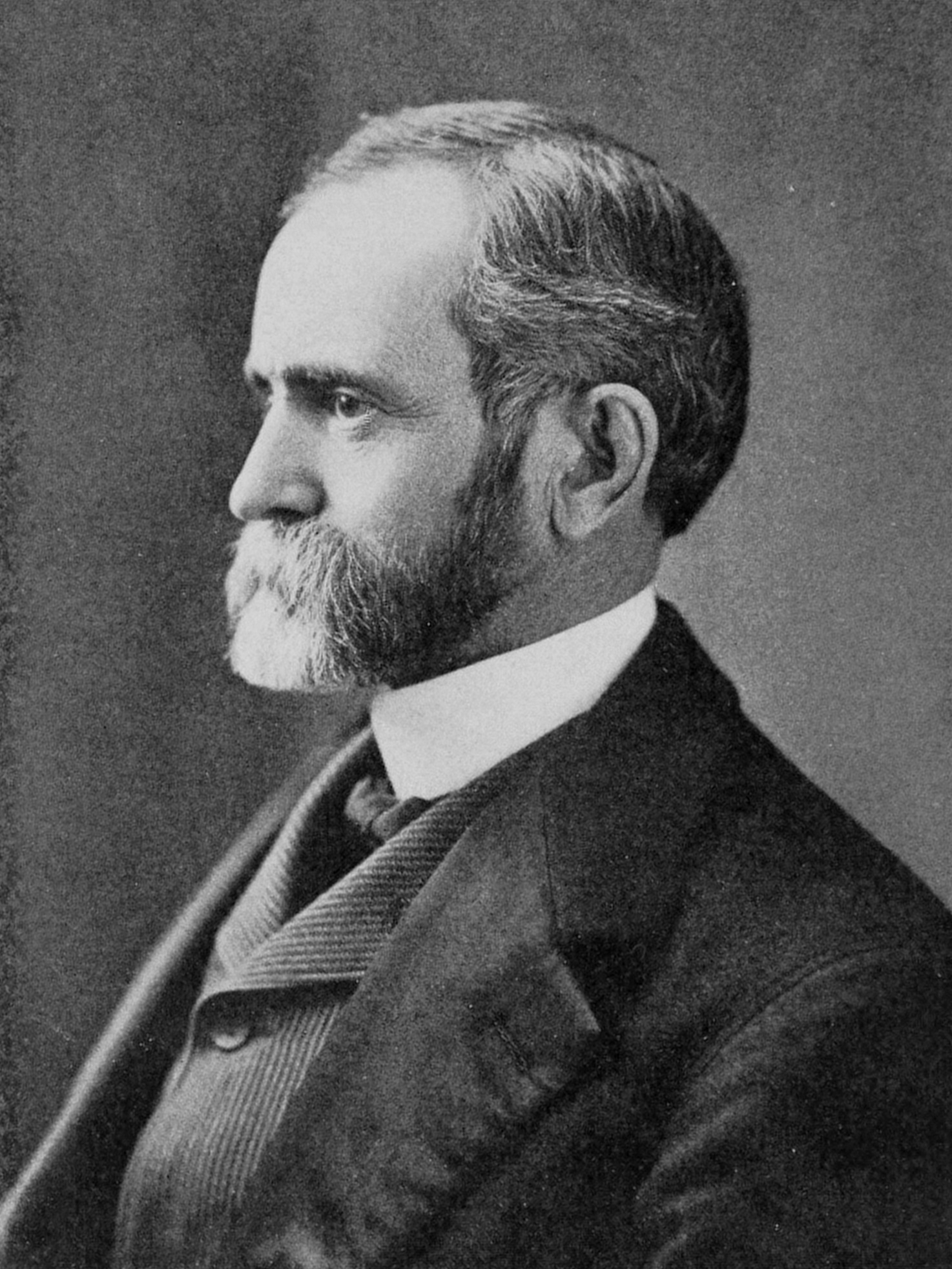
Lewis C. Laylin

Lewis Cass Laylin (* 28. September 1848 in Norwalk, Ohio; † 17. November 1923) war ein US-amerikanischer Jurist und Politiker (Republikanische Partei). Er saß im Repräsentantenhaus von Ohio und war von 1901 bis 1907 Secretary of State von Ohio. Laylin gehörte den Freimaurern an.

## Werdegang
Lewis Cass Laylin, Sohn von Mary Weyburn (1813–1877) und John Laylin (1791–1877), wurde nach dem Ende des Mexikanisch-Amerikanischen Krieges im Huron County geboren und wuchs dort auf. Über seine Jugendjahre ist nichts bekannt. Er graduierte 1867 an der Norwalk High School. Seine Schulzeit war vom Bürgerkrieg überschattet. 1869 wurde er Superintendent für öffentliche Schulen in Bellevue. Laylin studierte Jura und erhielt am 13. März 1876 seine Zulassung als Anwalt. Er war zwei Jahre lang als Stadtschreiber (city clerk) in Norwalk tätig. Außerdem saß er zwölf Jahre lang im Board of School Examiners im Huron County und bekleidete drei Jahre lang den Posten als Präsident im Board of Examiners von Norwalk City. 1879 wählte man ihn zum Staatsanwalt (prosecuting attorney) im Huron County – eine Stellung, welche er sieben Jahre lang innehatte.
Laylin saß zwischen 1888 und 1893 im Repräsentantenhaus von Ohio. Während dieser Zeit bekleidete er von 1892 bis 1893 den Posten als Speaker. Die Republikanische Partei nominierte ihn 1900 für den Posten des Secretary of State von Ohio. Nach seiner Wahl trat er 1901 sein Amt an. Zu jener Zeit zog er mit seiner Familie nach Columbus (Ohio). Er wurde zweimal in Folge wiedergewählt.
Laylin verstarb am 17. November 1923 und wurde dann auf dem Woodlawn Cemetery in Norwalk beigesetzt.

## Familie
Am 3. November 1880 heiratete er Frances L. Dewey (1856–1935) aus Norwalk, Tochter von Ann Eliza Wolcott und John Fairchild Dewey. Das Paar bekam drei Söhne: Clarence D., Robert W. und Lewis C.